# Psilacrum pleurale
Psilacrum pleurale är en tvåvingeart som beskrevs av Ismay 1986. Psilacrum pleurale ingår i släktet Psilacrum och familjen fritflugor. Inga underarter finns listade i Catalogue of Life.